# Virus (LaFee)
Virus è un brano musicale scritto da Bob Arnz e Gerd Zimmerman insieme a LaFee, dedicata al fidanzato e alla migliore amica della cantante. È stato pubblicato come singolo apripista dell'omonimo album di debutto LaFee. 
Il singolo raggiunse la posizione 14 nella classifica tedesca e austriaca quando venne distribuito, nel marzo 2006. Una versione inglese, intitolata Scabies apparve più tardi nel suo terzo album in studio Shut Up.

## Tracce
CD Maxi Single
1. "Virus" - 3:55
2. "Virus" (versione acustica) - 3:56
3. "Virus" (Radio edit) - 3:46
4. "Du lebst" (b-side) - 4:24

## Classifiche
| Chart (2006)           | Peak position |
| ---------------------- | ------------- |
| Austrian Singles Chart | 14            |
| German Singles Chart   | 14            |
| Swiss Singles Chart    | 70            |